# Ericsson
Ericsson (nom complet Telefonaktiebolaget LM Ericsson) és una companyia multinacional d'origen suec dedicada a oferir equips i solucions de telecomunicacions, principalment en els camps de la telefonia, la telefonia mòbil les comunicacions multimèdia i internet.
La companyia va ser fundada el 1876 per Lars Magnus Ericsson, originalment com un taller de reparació d'equips de telegrafia.

## Història
L. M. Ericsson va començar el seu camí com a treballador en diverses fàbriques, part en el seu natal Värmland, part en Estocolm. Després d'una estada a l'estranger com a estudiant becat, va crear un taller en 1876 per fabricar instrumental matemàtic i físic. Aquest va ser el mateix any en què Bell patentar el telèfon. Ericsson va començar als pocs anys a fabricar aparells telefònics, traient al mercat a 1878 els primers aparells telefònics construïts per ell.
Aviat la seva inventiva es va fer coneguda en els mercats mundials.
A partir dels seus tallers, va crear Lars Magnus Ericsson la societat anònima A.-B. L. M. Ericsson & Co. Va crear un sistema d'accions dividides en accions tipus A i accions tipus B, amb el vot d'una acció tipus A equivalent a 1000 vegades el vot d'una acció tipus B. Això li va permetre tenir el control accionari de l'empresa.
L'empresa també es va expandir internacionalment, a Rússia i Polònia entre els primers països als quals Ericsson es va expandir.
El 2012 va vendre el 50% del seu telefonia Sony Ericsson a l'empresa Sony per una suma de 1.400 milions de dòlars.

## Formació de l'actual companyia

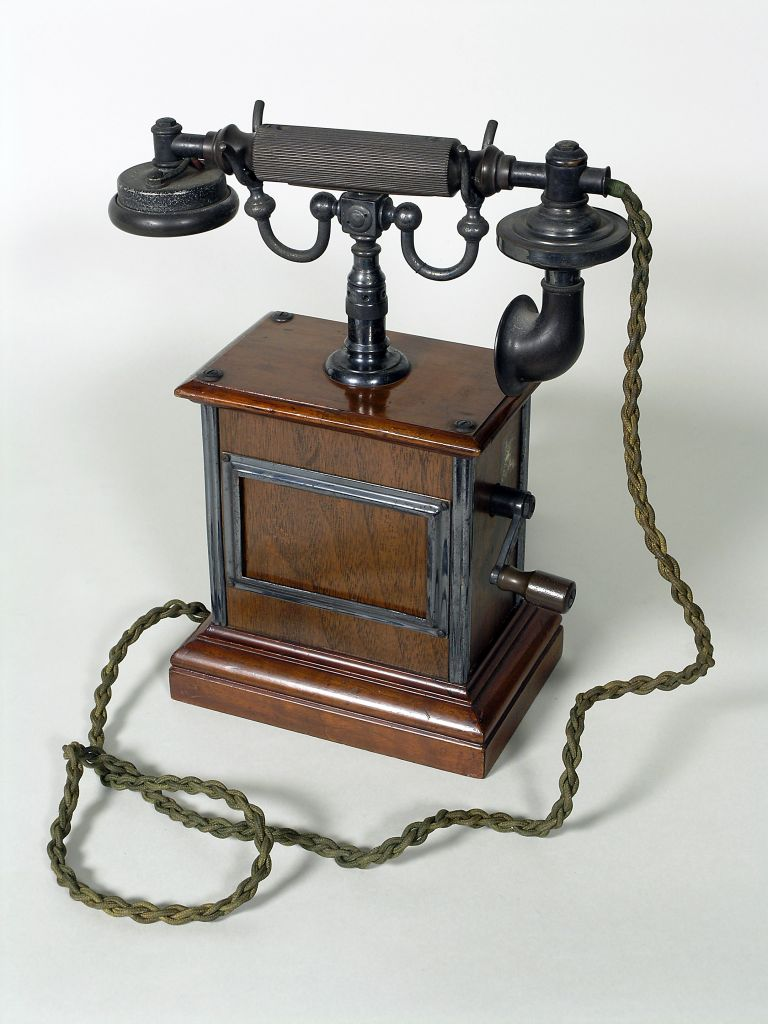
An early, wooden, Ericsson telephone, made by the Ericsson Telephone Co. Ltd., of Nottingham, England, it is now in the collection of Thinktank, Birmingham Science Museum.

En els anys 1930 la companyia es va mudar a Estocolm, al llavors poc desenvolupat sector de Midsomamarkransen. La fàbrica aviat es va convertir en el tret distintiu del paisatge del sector que el metroiuhihu es va estendre en els anys 1960, l'estació va rebre el nom de Telefonplan.
En els anys 1950 es va desenvolupar el Ericófon, el qual es va constituir en una fita pel seu disseny.
En els anys 1970 va començar el desenvolupament del sistema AXE, un dels sistemes pioners de la telefonia digital i encara un dels líders en el mercat.
En els anys 1990 Ericsson es va convertir en el fabricant líder de telèfons mòbils. Si bé encara manté un lideratge en els equips de commutació telefònica, principalment en la tecnologia GSM, la fabricació de terminals (telèfons) mòbils va quedar en mans d'una nova companyia: Sony Ericsson, creada en associació amb Sony. Igualment el negoci d'equips de força es va vendre a Emerson i el negoci de centraletes d'empresa en la seva majoria a Damovo, encara que en Espanya i altres països està dividida en diferents distribuïdors com el Grup Erictel distribuïdor a Espanya i Llatinoamèrica, Landata ...
L'octubre de 2005, Ericsson va adquirir la major part de la companyia britànica Marconi.
El juny de 2006, es va vendre a Saab la divisió d'equips de microones, Ericsson Microwaves.
Actualment el grup Ericsson es compon de tres unitats de negoci:
- Xarxes
- Serveis
- Multimèdia

A Espanya Ericsson s'ha consolidat com una de les grans empreses dedicades al desplegament de xarxes de telecomunicacions, subministrant equips i serveis de telecomunicació a operadors com Telefónica, Euskaltel, Vodafone, Orange i Yoigo.
Ericsson ha reforçat la seva posició a Espanya com a principal subministrador de xarxes per als operadors mòbils i ha enriquit la seva oferta de solucions-IMS (Internet Multimèdia Subsystem, Softswitch), IP/Ethernet, .. - per l'evolució de les xarxes dels operadors de telecomunicacions cap a entorns totalment Internet i amb noves estructures que permetran l'evolució més eficient cap a les xarxes de nova generació.
Les recents adquisicions de companyies com Marconi (2005), Redback (2006), que té una forta posició en el sector de la tecnologia d'encaminament multiservei, o Entrisphere (2007), una companyia proveïdora de tecnologia d'accés de fibra òptica, la companyia ha reforçat la seva posició en els creixents segments de transmissió i banda ampla.
Així mateix, per abordar el mercat multimèdia en expansió la companyia va anunciar recentment l'adquisició de dues companyies: Tandberg Televisió, un líder mundial en la codificació i compressió de vídeo i Mobeon AB, un altre líder mundial de components de missatgeria IP per a xarxes fixes i mòbils.

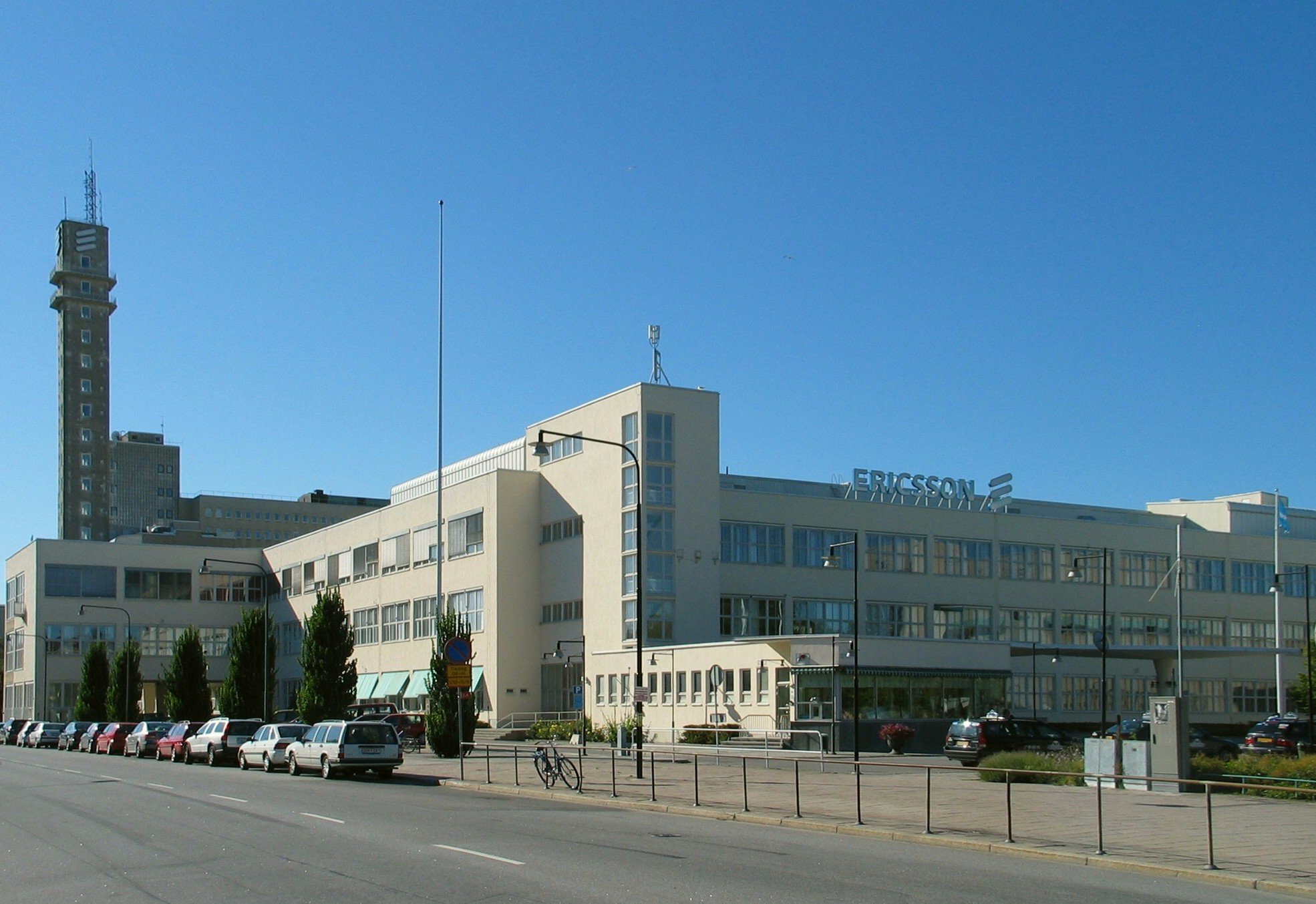
Antiga casa matriu d'Ericsson en Telefonplan, Estocolm.